# Ley de Paschen
La ley de Paschen, llamada así en honor del físico alemán Friedrich Paschen (1865-1947) que fue el primero en establecerla en 1889.  Estudió la tensión disruptiva de láminas paralelas envueltas de gas como función de la presión y la distancia entre ellas. La tensión necesaria para crear un arco eléctrico a través del espacio entre láminas disminuyó a un punto a medida que la presión fue reducida. Luego, comenzó a aumentar, gradualmente excediendo su valor original. También encontró que disminuyendo el espacio entre láminas a presión normal, causaba el mismo comportamiento en la tensión de ruptura.

## Simbología
| Símbolo               | Nombre                                            | Unidad |
| --------------------- | ------------------------------------------------- | ------ |
| {\displaystyle a,\ b} | Constantes que dependen de la composición del gas |        |
| {\displaystyle d}     | Distancia entre láminas                           | m      |
| {\displaystyle p}     | Presión                                           | atm    |
| {\displaystyle V}     | Tensión disruptiva (Voltaje)                      | Volt   |

## Descripción
Paschen encontró que la tensión disruptiva puede ser descrita mediante la ecuación:
{\displaystyle V={\frac {a\ (p\ d)}{\ln(p\ d)+b}}}
| Símbolo           | Valor  |
| ----------------- | ------ |
| {\displaystyle a} | 43.6E6 |
| {\displaystyle b} | 12.8   |

El gráfico de esta ecuación es la curva de Paschen. Ésta predice la existencia de una tensión disruptiva mínima para un determinado producto de la presión y la separación. El mínimo citado para presión atmosférica y una separación de 7.5 micrómetros es de 327 Voltios. En este punto, la intensidad del campo eléctrico en Voltios/metros es alrededor de unas 13 veces mayor que la necesaria para superar una brecha de un metro.  El fenómeno está bien verificado experimentalmente y es conocido como el mínimo de Paschen. La ecuación falla para distancias menores de pocos micrómetros a una Atmósfera de presión y predice incorrectamente un arco infinito de voltaje en la distancia de 2.7 micrómetros.